# Coinches
Coinches é uma comuna francesa na região administrativa do Grande Leste, no departamento de Vosges. Estende-se por uma área de 5.69 km². Em 2010 a comuna tinha 361 habitantes (densidade: 63,4 hab./km²).